# Dymer (hromada)

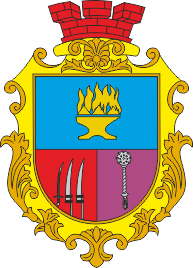
Wieś wsi Dymer, jest zarówno herbem hromady Dymer.

Wspólnota terytorialna osiedla Dymerska, (ukr. Димерська селищна територіальна громада, pol.) – hromada na Ukrainie, w obwodzie kijowskim, w rejonie wyszogrodzkim. Głową regionu jest Wołodymyr Wołodymyrowicz Pidgurganny.

## Geografia[2]
Hromada znajduje się w północno-środkowej części kraju i składa się z 34 wsi.

### Lista wsi w Hromadzie Dymer
1. Abramówka (Абрамівка)
2. Andryjówka (Андрі́ївка)
3. Bogdany (Богдани́)
4. Wachiwka (Вахівка)
5. Wołodymyrówka (Володимирівка)
6. Hlibiwka (Глібівка)
7. Huta-Katużańska (Гута-Катюжанська)
8. Demydiw (Демидів)
9. Dymer (Димер)
10. Dmytriwka (Дмитрівка)
11. Dudki (Дудки)
12. Kamianka (Кам'янка)
13. Katiużanka (Катюжанка)
14. Kozarowicze (Козаровичі)
15. Krugy (Круги)
16. Litwinówka (Литвинівка)
17. Lisowice (Лісовичі)
18. Lubydwa (Любидва)
19. Lubymówka (Любимівка)
20. Mikołajiwka (Миколаївка)
21. Obdyjewa Nowa (Овдієва Ни́ва)
22. Piławice (Пилява)
23. Rykun (Рикунь)
24. Ritny (Ритні)
25. Rychta (Рихта)
26. Rowy (Рови)
27. Roztycze (Розтісне)
28. Rudna-Dymerska (Рудня-Димерська)
29. Saweńki (Савенки)
30. Sychiłka (Сичівка)
31. Suchołuczczia (Сухолуччя)
32. Tolokun (Толукунь)
33. Fedorówka (Федорівка)
34. Jasnohorodka (Ясногородка)